# クルーエル・インテンションズ3

『クルーエル・インテンションズ3』 (Cruel Intentions 3) は、アメリカ合衆国のオリジナルビデオ映画。『クルーエル・インテンションズ』シリーズの第3作。

## あらすじ
色男と冴えない男が共謀して、大学で色々な女たちと危険な恋のゲームに勤しんでいた。プレイガール風の女と色男が、冴えない男を落とせるかどうかを賭ける。簡単に彼を落とせたと思ったプレイガールは、実は「冴えない男は、危険な男で、冴えないふりをしているだけだ」ということに気づいて驚く。今度は、色男のほうが中心になって、リスキーなラブゲームを開始する。長年のステディであるマイケルとシエラの間に割って入ろうとするのだ。雨の晩、シエラと二人きりになった色男は、早速、コインのゲームをネタに彼女を誘惑する。ゲームに勝ったほうが「王様になって相手を操るか、家来になって相手に操られるか」の決定権を得る。シエラは、ゲームに勝って、家来になるほうを選んだ。色男は携帯電話をポケットから取り出して、マイケルに電話をつないだ。そして……

## キャスト
| 役名       | 俳優                         | 日本語吹替                                                                        |
| ---------- | ---------------------------- | --------------------------------------------------------------------------------- |
| ジェイソン | カー・スミス                 | 森川智之                                                                          |
| キャシディ | クリスティーナ・アナパウ     | 岡寛恵                                                                            |
| パトリック | ネイサン・J・ウェザリントン  | 竹若拓磨                                                                          |
| シエラ     | ナタリー・ラムシー           | 山田里奈                                                                          |
| マイケル   | トム・パーカー               |                                                                                   |
| アリソン   | メリッサ・イヴォンヌ・ルイス | 甲斐田裕子                                                                        |
| その他     |                              | 青羽剛 土田大 奥田啓人 阿部桐子 斎藤恵理 加瀬康之 倉持良子 井浦愛 仲野裕 福田賢二 |